# Rhodobacteraceae
Rhodobacteraceae  — родина альфа-протеобактерій ряду Rhodobacterales.